# ويليام راسل دودلي
ويليام راسل دودلي (بالإنجليزية: William Russel Dudley)‏ هو عالم نبات أمريكي، ولد في 1 مارس 1849 في غويلفورد في الولايات المتحدة، وتوفي في 4 يونيو 1911 في لوس ألتوس في الولايات المتحدة بسبب سل.